# Anachauliodes tonkinicus
Anachauliodes tonkinicus is een insect uit de familie Corydalidae, die tot de orde grootvleugeligen (Megaloptera) behoort. De soort komt voor in Vietnam.
De soort werd wetenschappelijk beschreven door Douglas Eric Kimmins in 1954. A. tonkinicus is de typesoort van het geslacht Anachauliodes. De soort werd ontdekt in Tonkin in 1924 op een hoogte van ongeveer 1600 meter.